# Leichtathletik-Weltmeisterschaften 2007/110 m Hürden der Männer

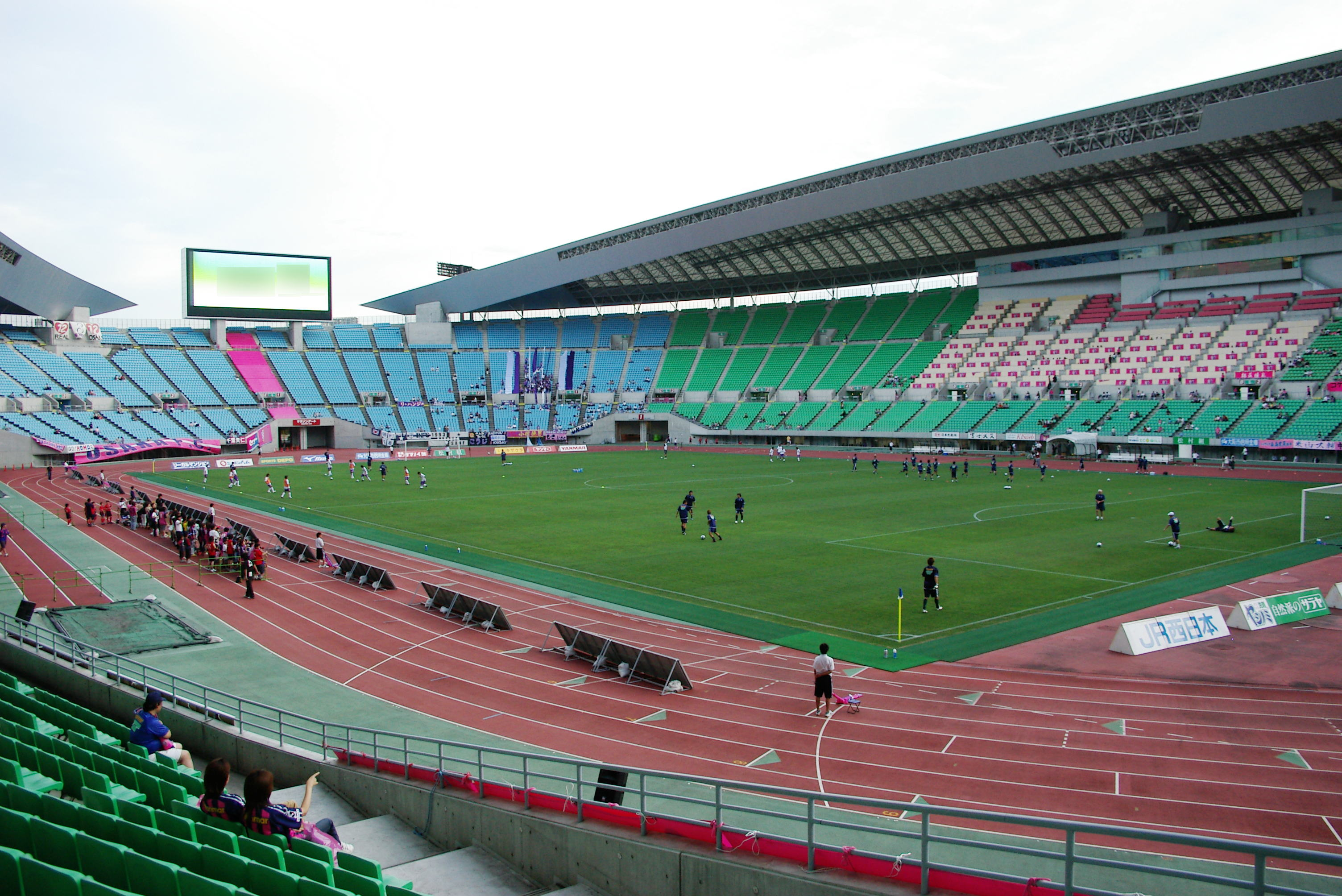
Das Nagai-Stadion in Osaka im Jahr 2004

Der 110-Meter-Hürdenlauf der Männer bei den Leichtathletik-Weltmeisterschaften 2007 wurde vom 29. bis 31. August 2007 im Nagai-Stadion der japanischen Stadt Osaka ausgetragen.
Die US-amerikanischen Hürdensprinter errangen in diesem Wettbewerb mit Silber und Bronze zwei Medaillen.

Es siegte der aktuelle Olympiasieger, Vizeweltmeister von 2005 und WM-Dritte von 2003 Liu Xiang aus der Volksrepublik China.

Wie schon bei den Weltmeisterschaften 2001 sowie den Olympischen Spielen 2000 und 2004 gab es Silber für Terrence Trammell.

Bronze ging an David Payne.

## Bestehende Rekorde
| Weltrekord               | 12,88 s | Liu Xiang     | Lausanne, Schweiz                 | 11. Juli 2006   |
| Weltmeisterschaftsrekord | 12,91 s | Colin Jackson | WM 1993 in Stuttgart, Deutschland | 20. August 1993 |

Der bestehende WM-Rekord wurde bei diesen Weltmeisterschaften nicht eingestellt und nicht verbessert.
Im Finale blieben der chinesische Weltmeister Liu Xiang und der US-amerikanische Vizeweltmeister Terrence Trammell bei einem Rückenwind von 0,4 m/s unter dreizehn Sekunden. Liu Xiang verfehlte den bestehenden WM-Rekord nur um vier und seinen eigenen Weltrekord um sieben Hundertstelsekunden.
Es wurden zwei Landesrekorde aufgestellt und ein Landesrekord egalisiert:
- 13,33 s (neuer spanischer Rekord) – Jackson Quiñónez (Spanien), 1. Halbfinale am 30. August (Gegenwind: 0,4 m/s)
- 13,33 s (spanischer Rekord egalisiert) – Jackson Quiñónez (Spanien), Finale am 31. August (Rückenwind: 0,4 m/s)
- 13,22 s (ukrainischer Rekord) – Serhij Demydjuk (Ukraine), Finale am 31. August (Rückenwind: 0,4 m/s)

## Vorrunde
Die Vorrunde wurde in fünf Läufen durchgeführt. Die ersten drei Athleten pro Lauf – hellblau unterlegt – sowie die darüber hinaus neun zeitschnellsten Läufer – hellgrün unterlegt – qualifizierten sich für das Halbfinale.

### Vorlauf 1

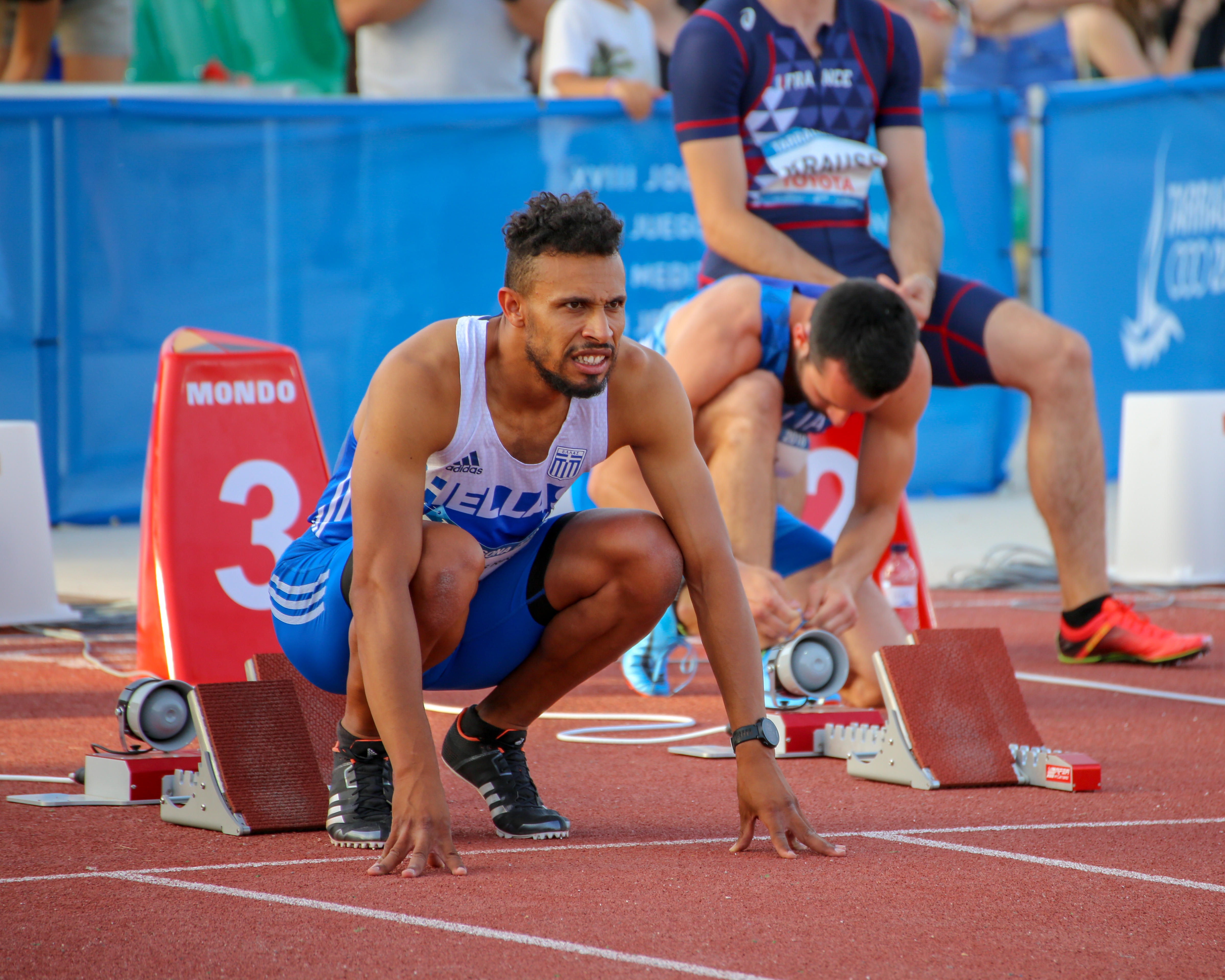
Konstandinos Douvalidis schied als Sechster seines Vorlaufs aus

29. August 2007, 11:40 Uhr
Wind: +0,4 m/s
| Platz | Name                    | Nation              | Zeit (s) |
| ----- | ----------------------- | ------------------- | -------- |
| 1     | Terrence Trammell       | USA                 | 13,40    |
| 2     | Gregory Sedoc           | Niederlande         | 13,48    |
| 3     | Robert Kronberg         | Schweden            | 13,51    |
| 4     | Xing Yanan              | Volksrepublik China | 13,56    |
| 5     | Thomas Blaschek         | Deutschland         | 13,56    |
| 6     | Konstandinos Douvalidis | Griechenland        | 13,74    |
| 7     | Éder Antonio Souza      | Brasilien           | 13,86    |
| 8     | Tarmo Jallai            | Estland             | 14,16    |

### Vorlauf 2
29. August 2007, 11:48 Uhr
Wind: −0,6 m/s
| Platz | Name                     | Nation              | Zeit (s) |
| ----- | ------------------------ | ------------------- | -------- |
| 1     | Liu Xiang                | Volksrepublik China | 13,39    |
| 2     | Jackson Quiñónez         | Spanien             | 13,39    |
| 3     | Maurice Wignall          | Jamaika             | 13,47    |
| 4     | Serhij Demydjuk          | Ukraine             | 13,53    |
| 5     | Anselmo da Silva         | Brasilien           | 13,58    |
| 6     | Selim Nurudeen           | Nigeria             | 13,78    |
| 7     | Kenji Yahata             | Japan               | 13,92    |
| 8     | Abdul Hakeem Abdul Halim | Singapur            | 14,94    |

### Vorlauf 3
29. August 2007, 11:56 Uhr
Wind: −0,2 m/s
| Platz | Name                         | Nation     | Zeit (s)                         |
| ----- | ---------------------------- | ---------- | -------------------------------- |
| 1     | Staņislavs Olijars           | Lettland   | 13,38                            |
| 2     | Yoel Hernández               | Kuba       | 13,46                            |
| 3     | Masato Saitō                 | Japan      | 13,54                            |
| 4     | Ryan Brathwaite              | Barbados   | 13,62                            |
| 5     | David Oliver                 | USA        | 13,66                            |
| 6     | Mohammed al-Thawadi          | Katar      | 13,67                            |
| 7     | Joseph-Berlioz Randriamihaja | Madagaskar | 13,83                            |
| DSQ   | Felipe Vivancos              | Spanien    | IAAF Rule 163.3 – Bahnübertreten |

### Vorlauf 4
29. August 2007, 12:04 Uhr
Wind: +0,6 m/s
| Platz | Name            | Nation     | Zeit (s) |
| ----- | --------------- | ---------- | -------- |
| 1     | Dayron Robles   | Kuba       | 13,41    |
| 2     | Ladji Doucouré  | Frankreich | 13,61    |
| 3     | Tasuku Tanonaka | Japan      | 13,61    |
| 4     | Adrien Deghelt  | Belgien    | 13,61    |
| 5     | Jared MacLeod   | Kanada     | 13,61    |
| 6     | Shaun Bownes    | Südafrika  | 13,81    |
| 7     | David Ilariani  | Georgien   | 13,82    |
| 8     | Igor Peremota   | Russland   | 13,84    |

### Vorlauf 5

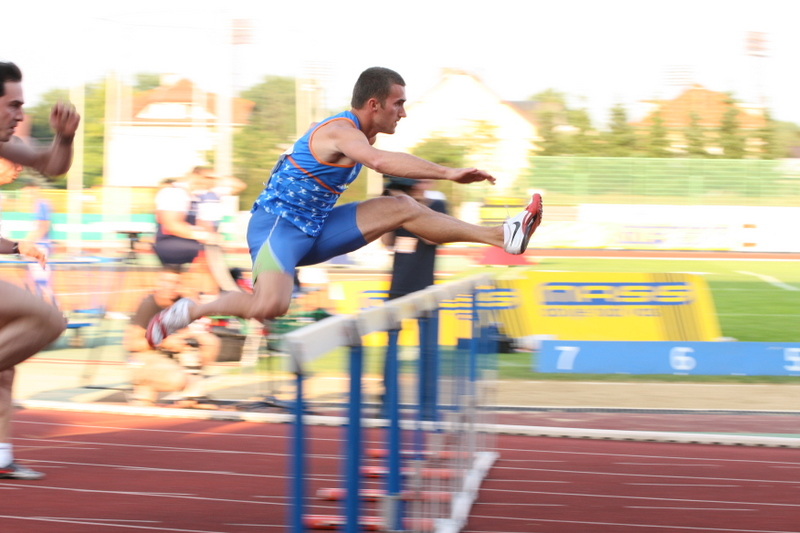
Damjan Zlatnar schaffte es mit seinen 13,77 s nicht ins Halbfinale
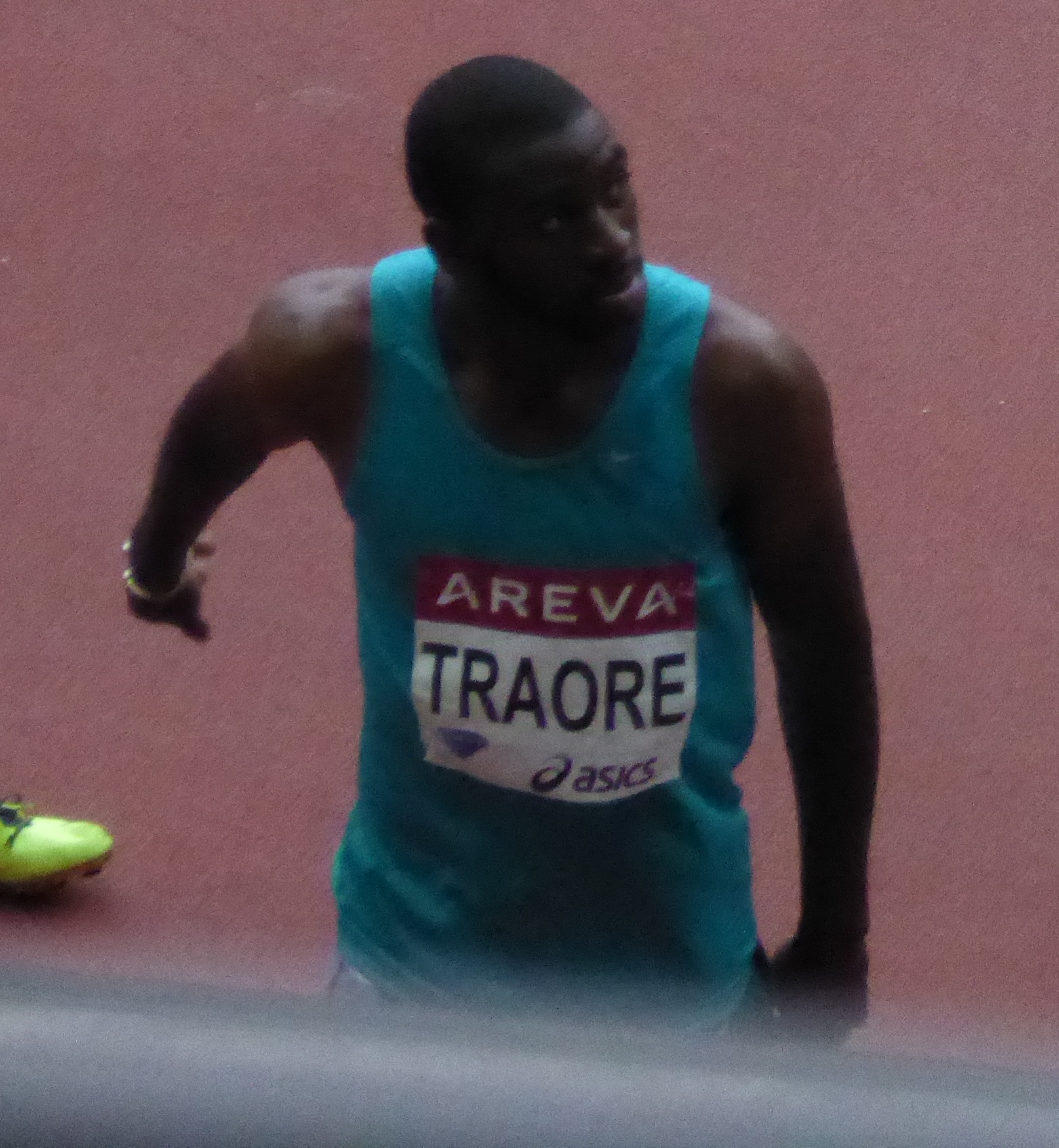
Bano Traorés achter Rang im letzten Vorlauf war zu wenig, um in der nächsten Runde dabei zu sein

29. August 2007, 12:12 Uhr
Wind: +0,6 m/s
| Platz | Name            | Nation              | Zeit (s) |
| ----- | --------------- | ------------------- | -------- |
| 1     | Shi Dongpeng    | Volksrepublik China | 13,22    |
| 2     | David Payne     | USA                 | 13,27    |
| 3     | Andrew Turner   | Großbritannien      | 13,27    |
| 4     | Dudley Dorival  | Haiti               | 13,63    |
| 5     | Andreas Kundert | Schweiz             | 13,68    |
| 6     | Shamar Sands    | Bahamas             | 13,72    |
| 7     | Damjan Zlatnar  | Slowenien           | 13,77    |
| 8     | Bano Traoré     | Frankreich          | 13,84    |

## Halbfinale
Aus den drei Halbfinalläufen qualifizierten sich die jeweils ersten beiden Athleten – hellblau unterlegt – sowie die darüber hinaus zwei zeitschnellsten Läufer – hellgrün unterlegt – für das Finale.

### Halbfinallauf 1

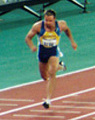
Robert Kronberg – als Sechster des ersten Halbfinals ausgeschieden
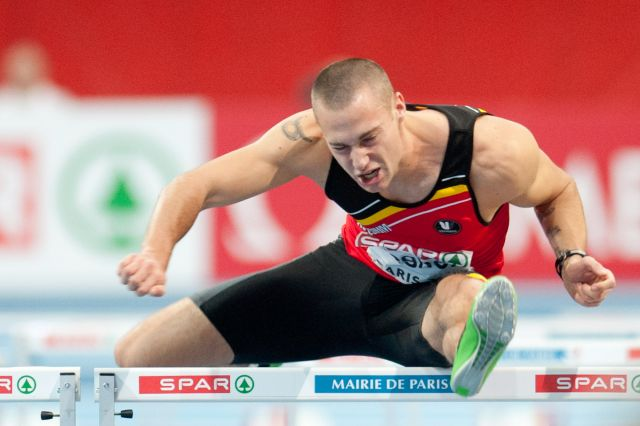
Adrien Deghelt siebter Platz in seinem Semifinale reichte nicht zur Teilnahme am Endlauf

30. August 2007, 21:30 Uhr
Wind: −0,4 m/s
| Platz | Name             | Nation              | Zeit (s) |
| ----- | ---------------- | ------------------- | -------- |
| 1     | David Payne      | USA                 | 13,19    |
| 2     | Shi Dongpeng     | Volksrepublik China | 13,24    |
| 3     | Maurice Wignall  | Jamaika             | 13,29    |
| 4     | Jackson Quiñónez | Spanien             | 13,33 NR |
| 5     | Anselmo da Silva | Brasilien           | 13,53    |
| 6     | Robert Kronberg  | Schweden            | 13,58    |
| 7     | Adrien Deghelt   | Belgien             | 13,70    |
| 8     | Dudley Dorival   | Haiti               | 13,82    |

### Halbfinallauf 2

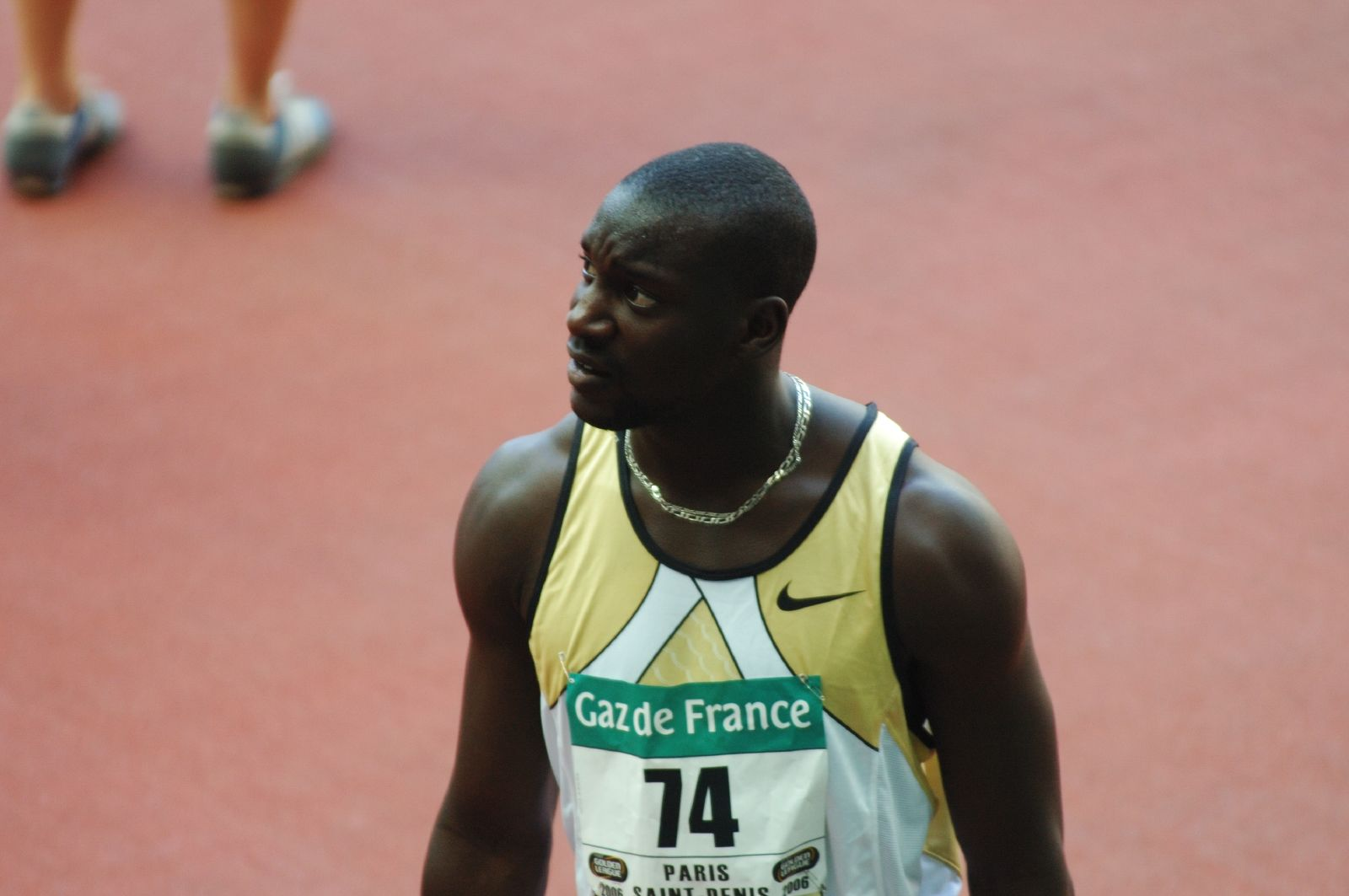
Ladji Doucouré verpasste das Finale um eine Hundertstelsekunde
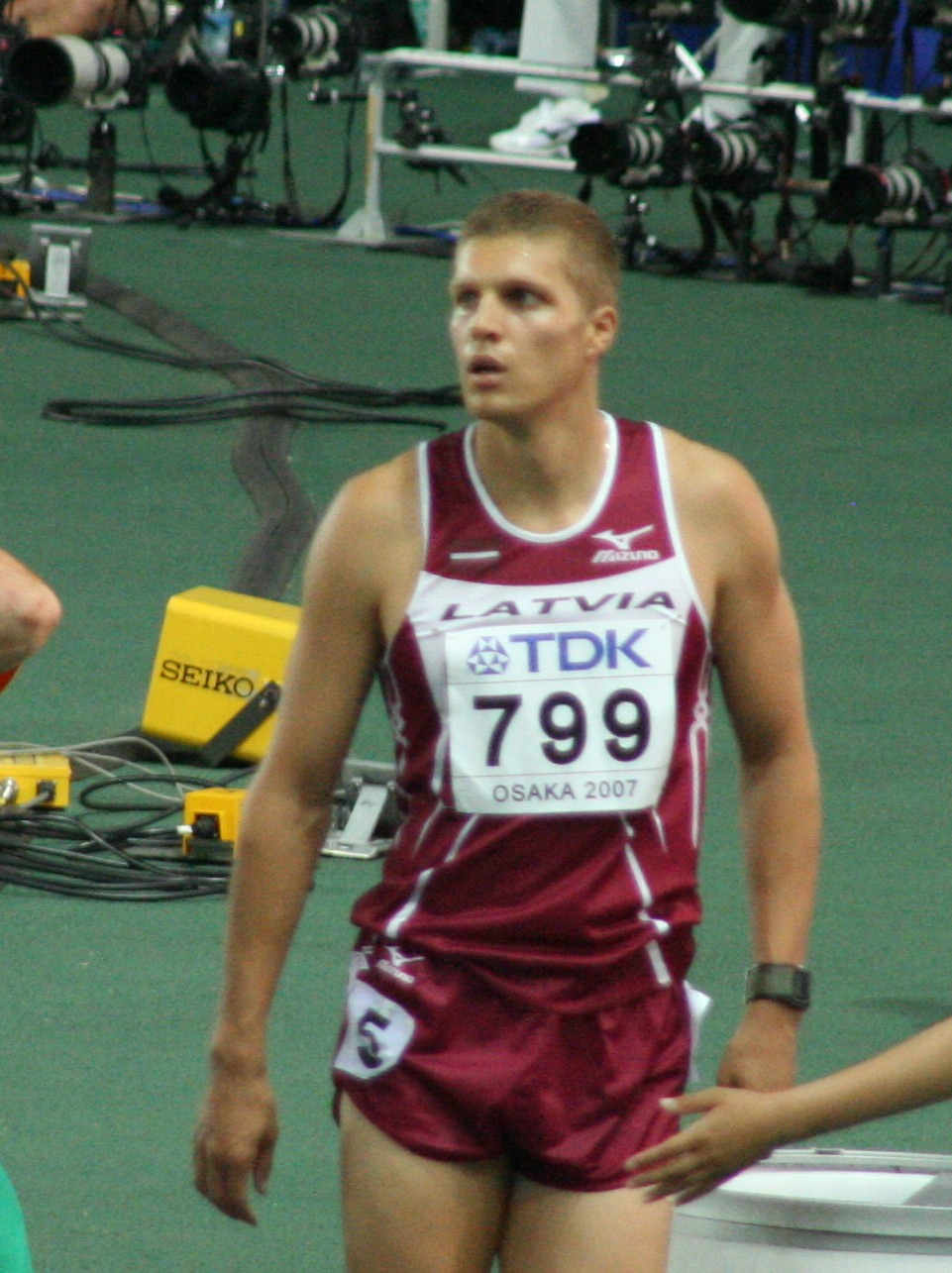
Stanislavs Olijars scheiterte als Siebter seines Rennens im Halbfinale
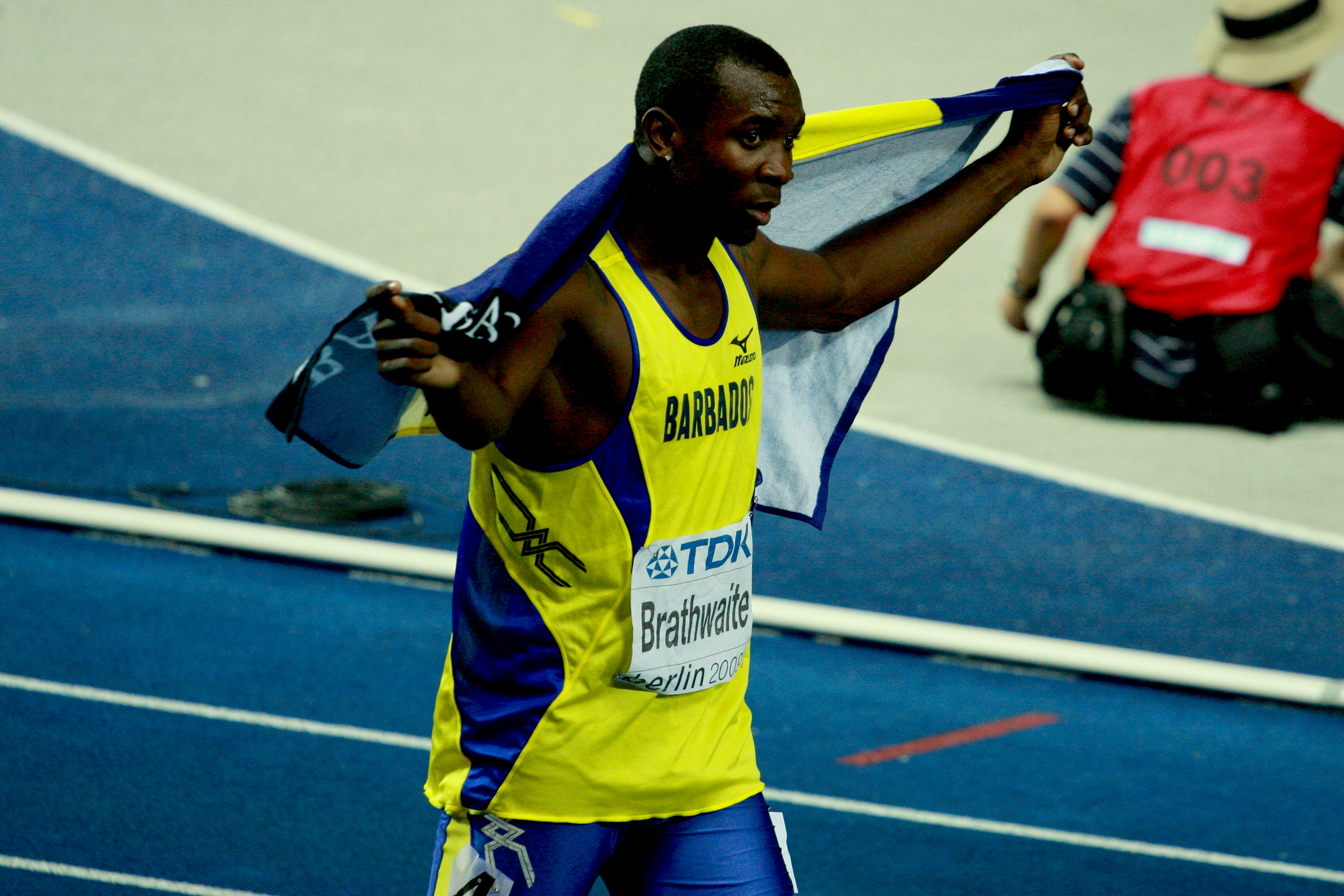
Ryan Brathwaite wurde Achter im zweiten Semifinale und schied damit aus

30. August 2007, 21:38 Uhr
Wind: −0,3 m/s
| Platz | Name               | Nation              | Zeit (s) |
| ----- | ------------------ | ------------------- | -------- |
| 1     | Terrence Trammell  | USA                 | 13,13    |
| 2     | Serhij Demydjuk    | Ukraine             | 13,35    |
| 3     | Ladji Doucouré     | Frankreich          | 13,36    |
| 4     | Yoel Hernández     | Kuba                | 13,37    |
| 5     | Xing Yanan         | Volksrepublik China | 13,59    |
| 6     | Tasuku Tanonaka    | Japan               | 13,62    |
| 7     | Staņislavs Olijars | Lettland            | 13,78    |
| 8     | Ryan Brathwaite    | Barbados            | 13,87    |

### Halbfinallauf 3
30. August 2007, 21:46 Uhr
Wind: −1,0 m/s
| Platz | Name            | Nation              | Zeit (s) |
| ----- | --------------- | ------------------- | -------- |
| 1     | Dayron Robles   | Kuba                | 13,21    |
| 2     | Liu Xiang       | Volksrepublik China | 13,25    |
| 3     | Andrew Turner   | Großbritannien      | 13,38    |
| 4     | David Oliver    | USA                 | 13,42    |
| 5     | Gregory Sedoc   | Niederlande         | 13,58    |
| 6     | Masato Saitō    | Japan               | 13,58    |
| 7     | Jared MacLeod   | Kanada              | 13,66    |
| 8     | Thomas Blaschek | Deutschland         | 13,77    |

Im dritten Semifinale ausgeschiedene Hürdensprinter:

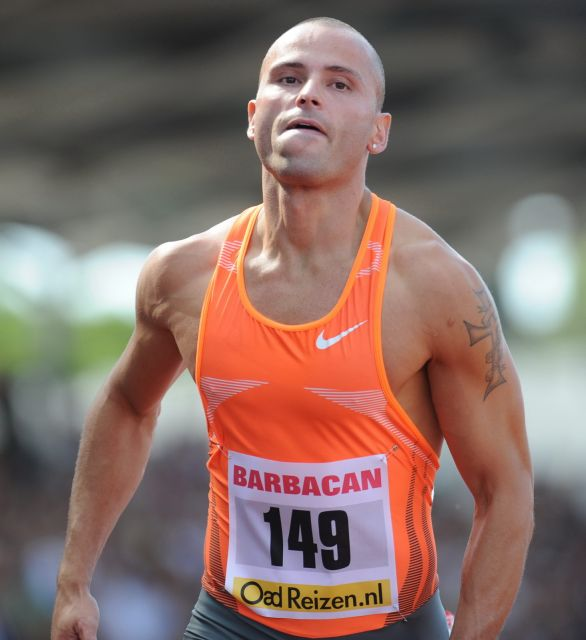
Andrew Turner Rang drei in 13,38 s
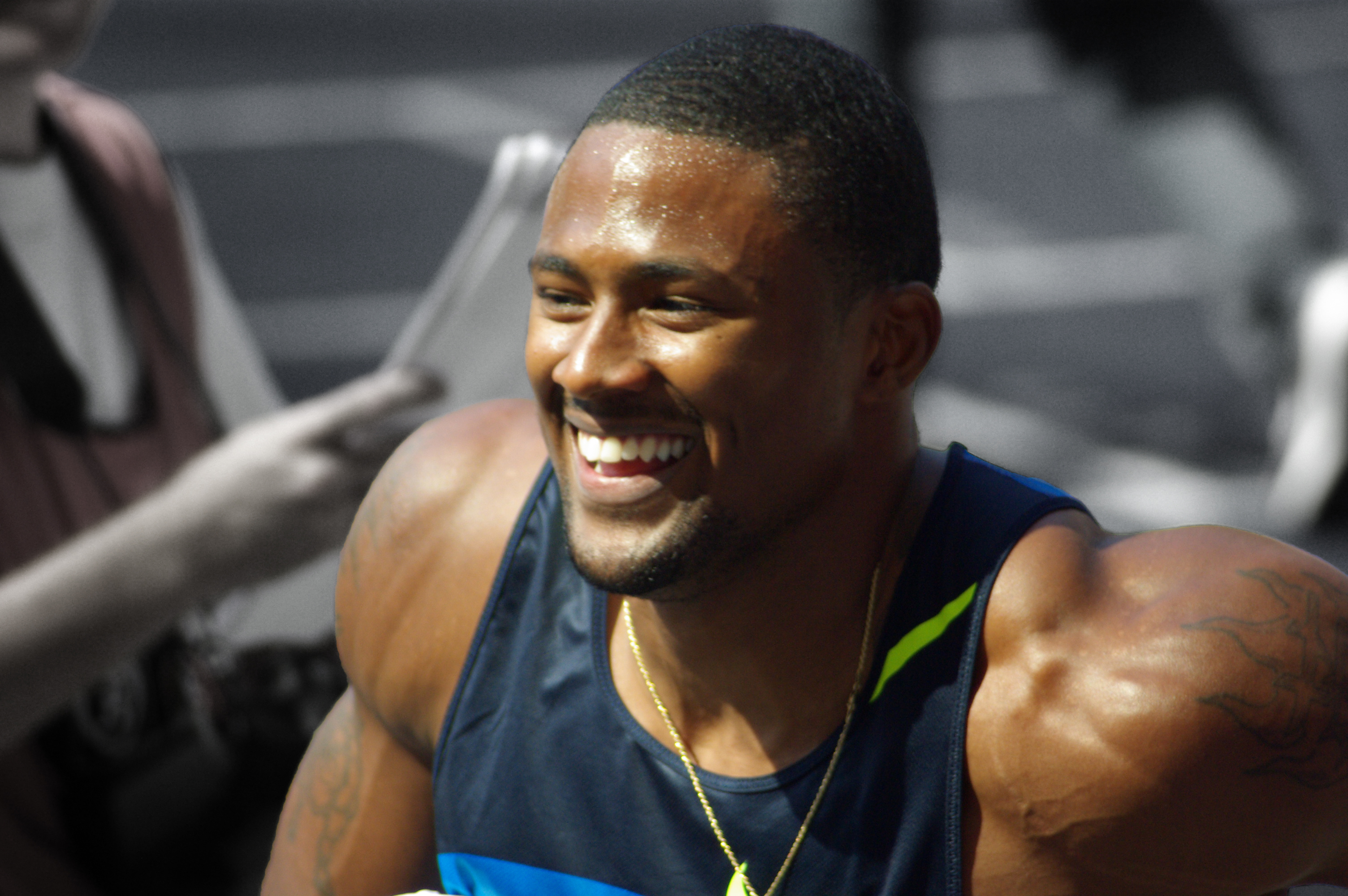
David Oliver Rang vier in 13,42 s
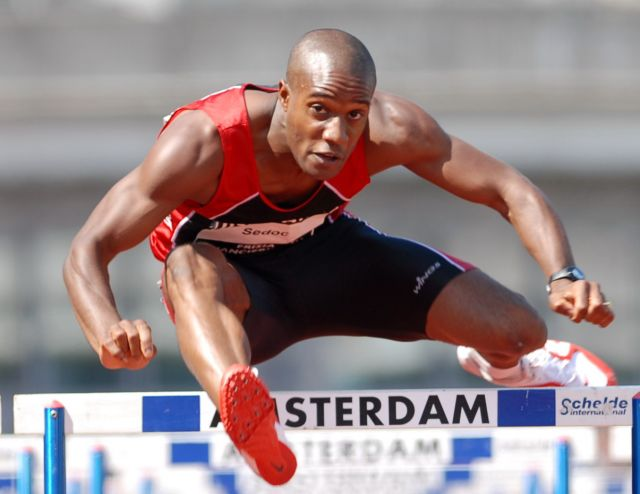
Gregory Sedoc Rang fünf in 13,58 s
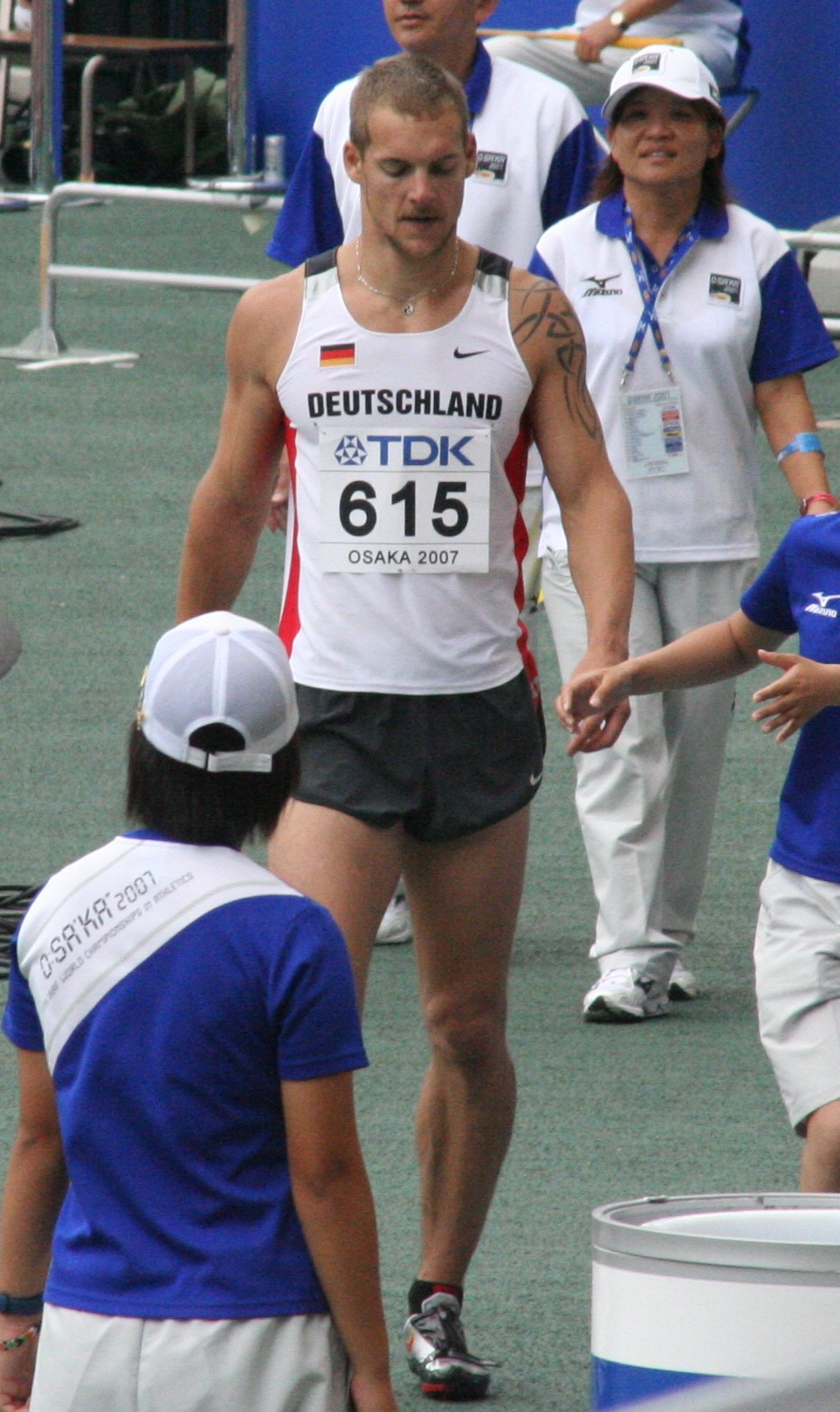
Thomas Blaschek Rang acht in 13,77 s

## Finale

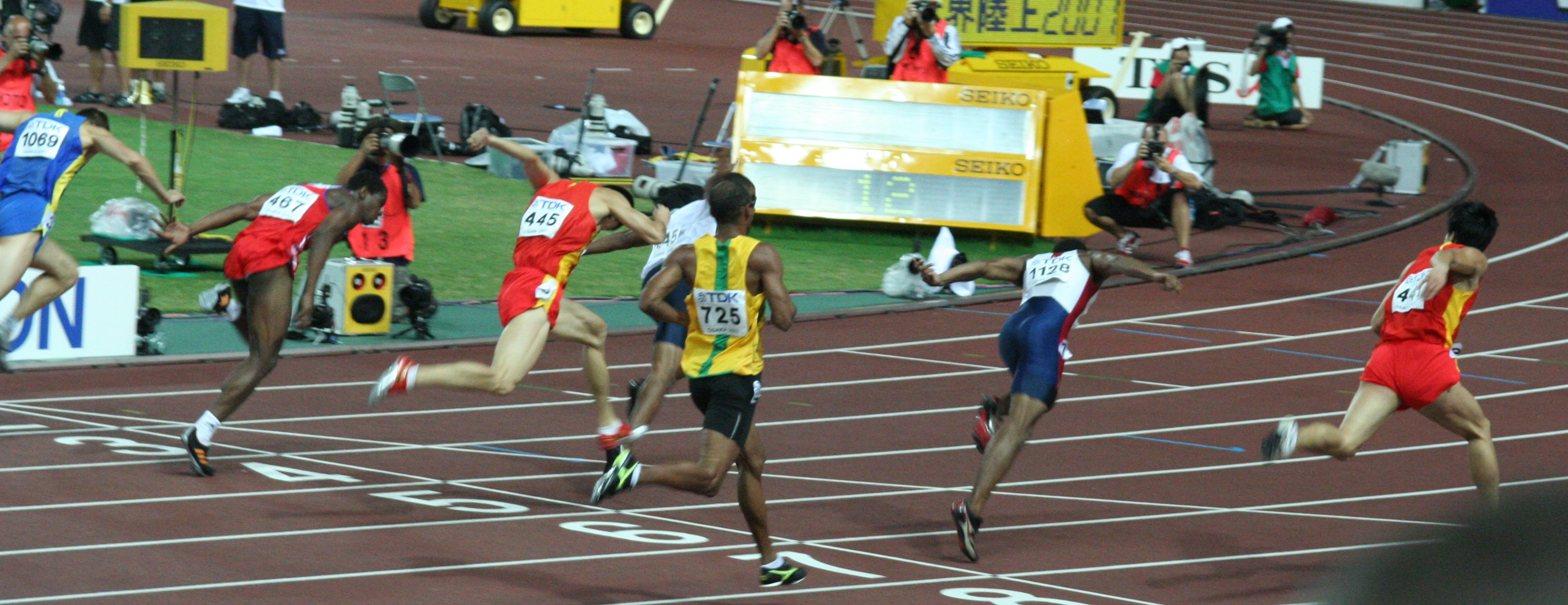
Die 110-Meter Hürdensprinter im Ziel

31. August 2007, 22:20 Uhr
Wind: +1,7 m/s
| Platz | Name              | Nation              | Zeit (s)  |
| ----- | ----------------- | ------------------- | --------- |
| 1     | Liu Xiang         | Volksrepublik China | 12,95     |
| 2     | Terrence Trammell | USA                 | 12,99     |
| 3     | David Payne       | USA                 | 13,02     |
| 4     | Dayron Robles     | Kuba                | 13,15     |
| 5     | Shi Dongpeng      | Volksrepublik China | 13,19     |
| 6     | Serhij Demydjuk   | Ukraine             | 13,22 NR  |
| 7     | Jackson Quiñónez  | Spanien             | 13,33 NRe |
| 8     | Maurice Wignall   | Jamaika             | 13,39     |

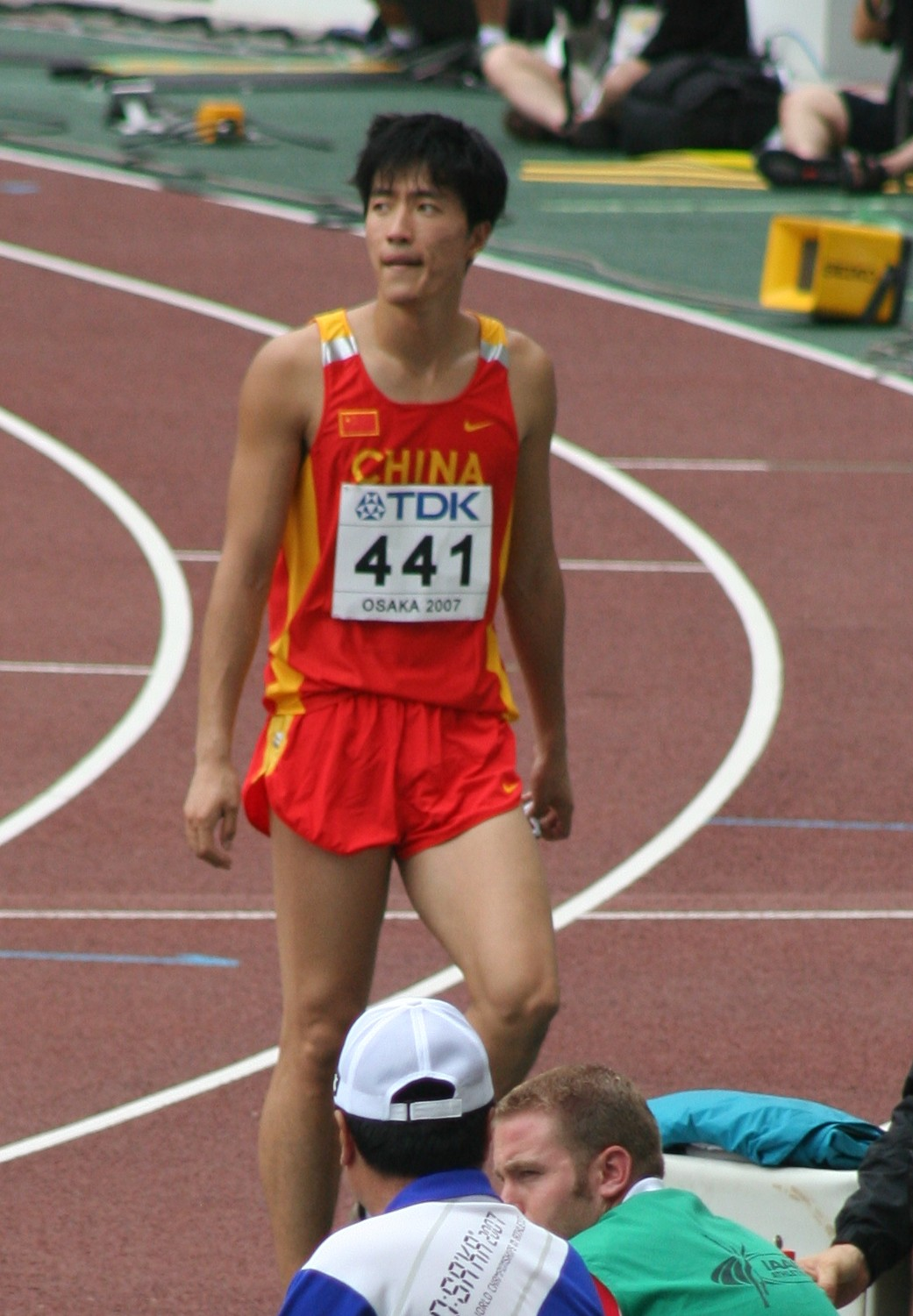
Nach WM-Bronze 2003, dem Olympiasieg 2004 und WM-Silber 2005 gab es nun WM-Gold für Liu Xiang
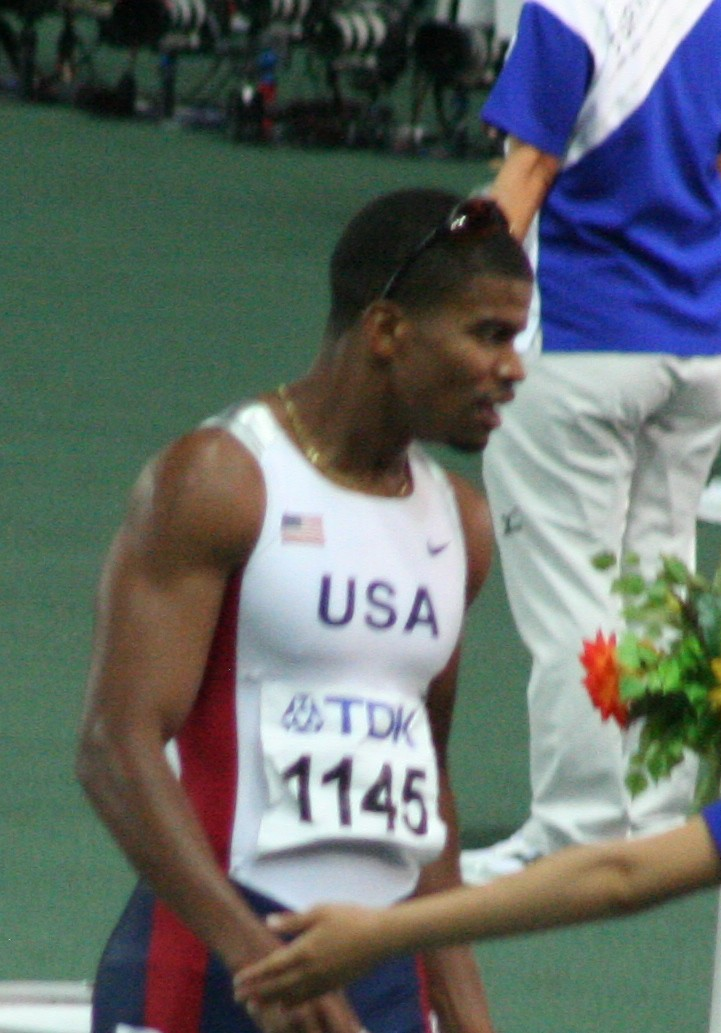
Vizeweltmeister Terrence Trammell – wie schon 2000 (OS), 2001 (WM) und 2004 (OS) abonniert auf Silber
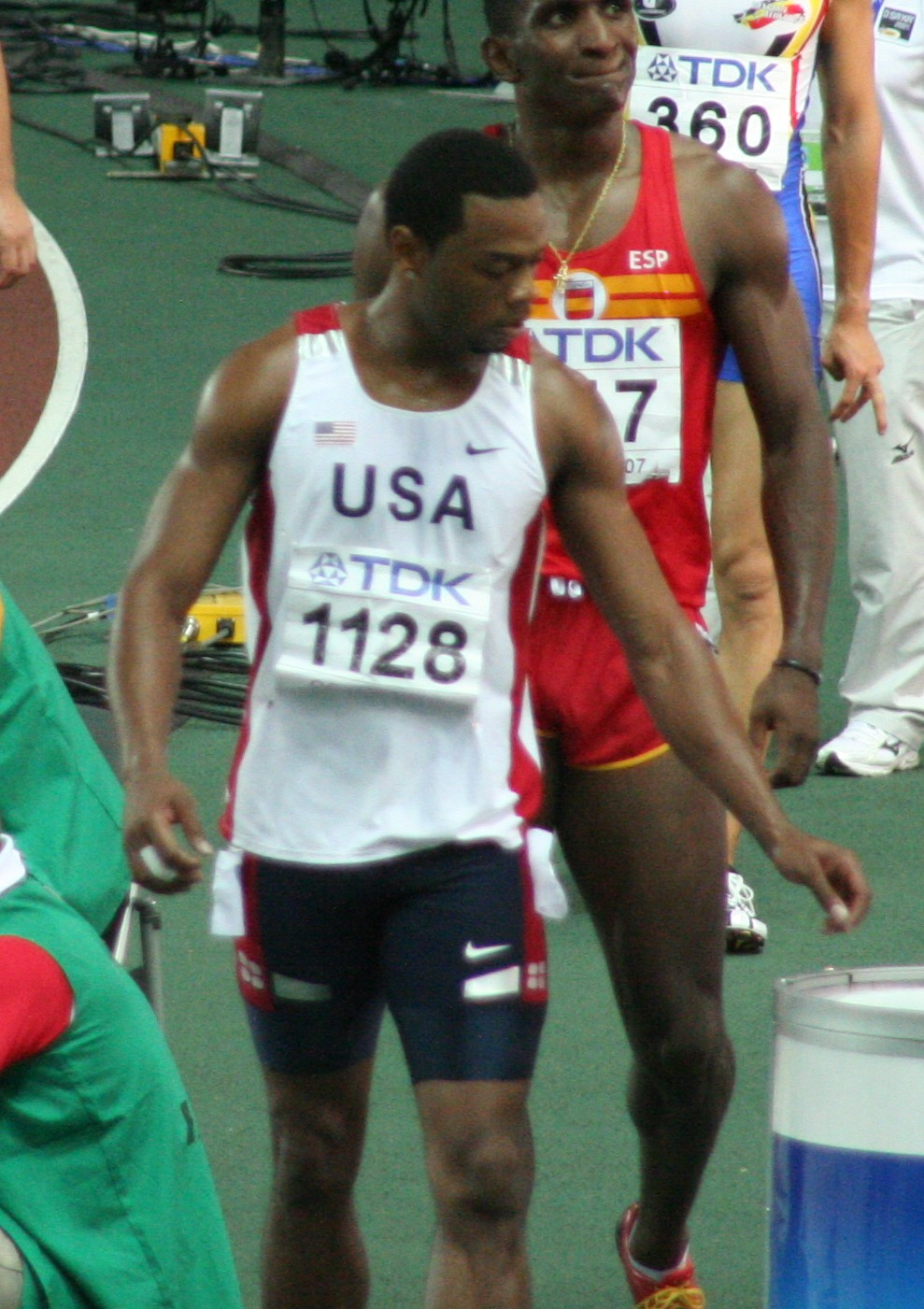
Bronzemedaillengewinner David Payne
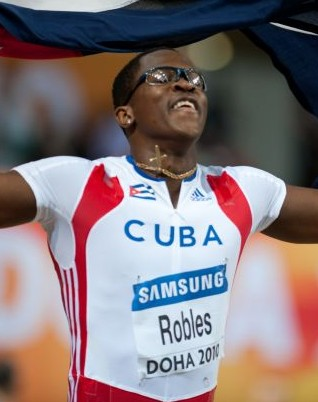
Dayron Robles kam auf den vierten Platz
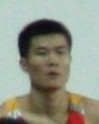
Shi Dongpeng belegte Rang fünf
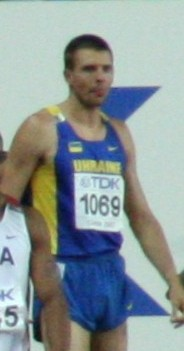
Serhij Demydjuk wurde Sechster mit neuem Landesrekord für die Ukraine
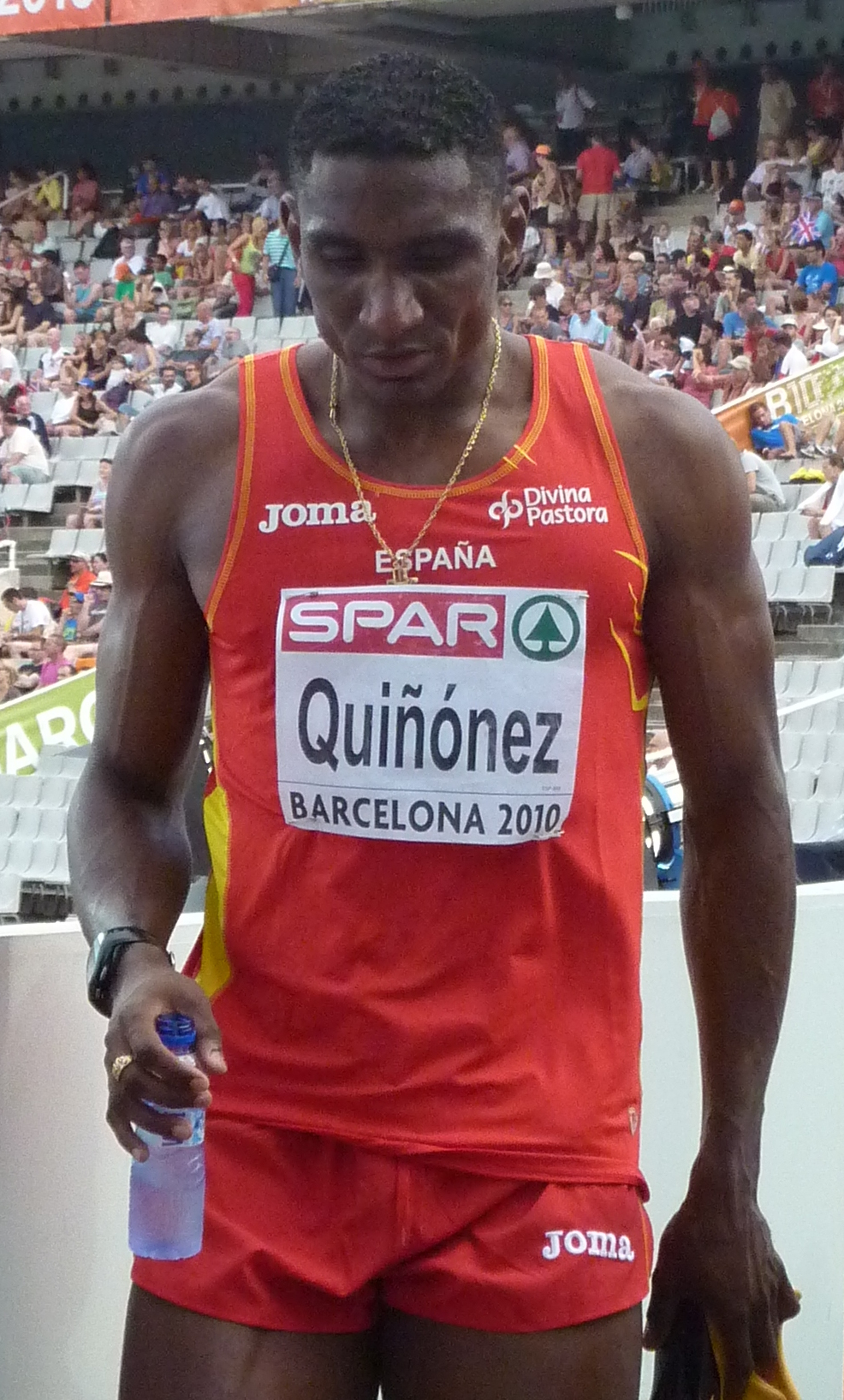
Jackson Quiñónez – Platz sieben nach spanischem Rekord im Halbfinale und im Endlauf
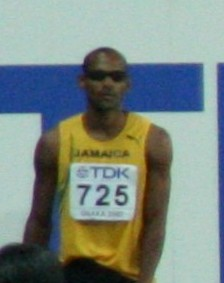
Der achtplatzierte Maurice Wignall

## Video
- Liu Xiang wins gold in Osaka with 12,95, youtube.com, abgerufen am 23. Oktober 2020